# Etelburga de Kent
Etelburga de Kent, dita Santa Etelburga, também conhecida por Æthelburh, Ethelburg, Ædilburh e Æthelburga, foi a segunda esposa de Eduíno da Nortúmbria (Edwin). Ela era filha do rei Etelberto de Kent e da princesa merovíngia Berta de Kent (também "Santa Berta"), e irmã de Eadbaldo e Edburga. O casamento de Etelburga com Eduíno em 625 iniciou o processo de conversão da Nortúmbria, no norte da Inglaterra, ao cristianismo.

## Biografia
O monge Beda afirma em sua História Eclesiástica do Povo Inglês que Eadbaldo apenas concordou em casar sua irmã com Eduíno se a ela e a sua comitiva fosse dado o direito de continuar a praticar o cristianismo em sua nova casa. Desta forma, Paulino de Iorque acompanhou-a até a Nortúmbria como seu capelão. Eduíno se converteu dois anos depois do casamento e foi responsável por construir a primeira Catedral de Iorque, onde ele foi batizado. 
Etelburga teve um papel preponderante em converter os nortumbrianos e Beda preservou cartas e presentes que o Papa Bonifácio V enviou tanto para Eduíno quanto para sua esposa. Após a morte de Eduíno na Batalha de Hatfield Chase em 633, ela fugiu de volta para Kent com Paulino e sua prole.

### Filhos
Os filhos de Etelburga com Eduíno foram Eanfled de Deira, Ethelhun, Wuscfrea e Edwen de Llanedwen (Anglesey). Eanfled e Edwen foram canonizados.

## Líder religiosa
Com a volta de Etelburga para Kent, Eadbaldo deu a sua irmã uma vila romana em ruínas em Lyminge, onde ela fundou uma abadia. Esta foi supostamente o primeiro mosteiro em Kent e acredita-se que ele tenha sido antes um santuário religioso para homens e mulheres (Etelburga foi sucedida no posto de abadessa tanto por pessoas de ambos os sexos). Ela morreu ali e suas relíquias foram preservadas na Igreja do Colegiado em Cantuária até o período da Dissolução dos Mosteiros por Henrique VIII.
Os restos prováveis da antiga abadia ainda existem próximos da moderna igreja (de Santa Maria e Santa Etelburga). Há também um poço sagrado que ainda pode ser visto no gramado da vila e que foi batizado em sua memória.